# Rifugio Payer
Il rifugio Payer (3.029 m s.l.m. - in tedesco Payerhütte o Julius-Payer-Hütte) è un rifugio alpino situato sul gruppo Ortles-Cevedale nelle Alpi Retiche meridionali nella valle di Solda.

## Caratteristiche
Il rifugio è costruito sul crinale che separa la valle di Trafoi dalla val di Solda. È intitolato all'alpinista Julius von Payer.
Fu costruito nel 1875 a cura della sezione di Praga del DuÖAV. Fu ampliato a più riprese. Dopo la prima guerra mondiale passò in territorio italiano e fu affidato alla sezione di Milano del CAI.

## Accesso
Si può salire al rifugio partendo dalla località Solda. O in alternativa dal paese di Trafoi.

## Ascensioni
- Ortles - 3.902 m